# Tratado de 815

Territorio del Primer Imperio búlgaro en el.

El Tratado de 815 (en búlgaro: Договор от 815) fue un acuerdo de paz por 30 años firmado en Constantinopla entre el kan búlgaro Omurtag y el emperador bizantino León V el Armenio.

## Antecedentes
Con la sucesión del kan Krum en el trono búlgaro en 803 comenzó la última y decisiva parte del prolongado conflicto búlgaro-bizantino que se inició en 756. Por poco más de una década hasta su muerte en 814, Krum logró éxitos significativos sobre el Imperio bizantino, tomando la importante ciudad de Serdica en 809 y derrotando decisivamente a los ejércitos bizantinos en el paso Varbitsa y en Versinikia. Su hijo y sucesor Omurtag trató de continuar la política agresiva de Krum pero su campaña en 814 fue detenida por los bizantinos. Ya que ambos países estaban agotados por el esfuerzo militar sostenido, iniciaron negociaciones de paz.

## Firma del tratado

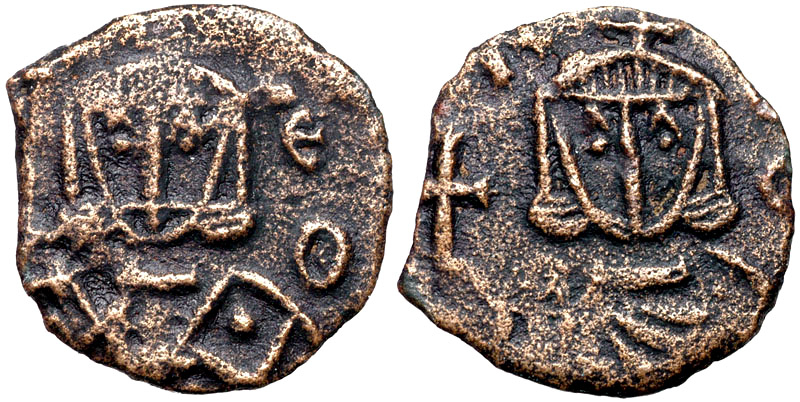
León V el Armenio.

A comienzos de 815 Omurtag envió emisarios a Constantinopla para negociar la paz. La ceremonia de firmas fue un acto solemne y se realizó en la presencia de numerosas personas. En el acuerdo previsto el emperador bizantino debía hacer el juramento según las costumbres paganas búlgaras y los emisarios de Omurtag según las leyes cristianas. Los historiadores bizantinos estaban indignados por las acciones del emperador. Se registró que el gobernante «más cristiano» tuvo que derramar agua en el suelo con su copa, a su vez, personalmente, sillas de montar todo caballo, a tocar la brida triples y el levantamiento de la hierba por encima del suelo. Otro historiador agregó que León V tuvo que cortar incluso a los perros como testigos de su voto.

## Términos

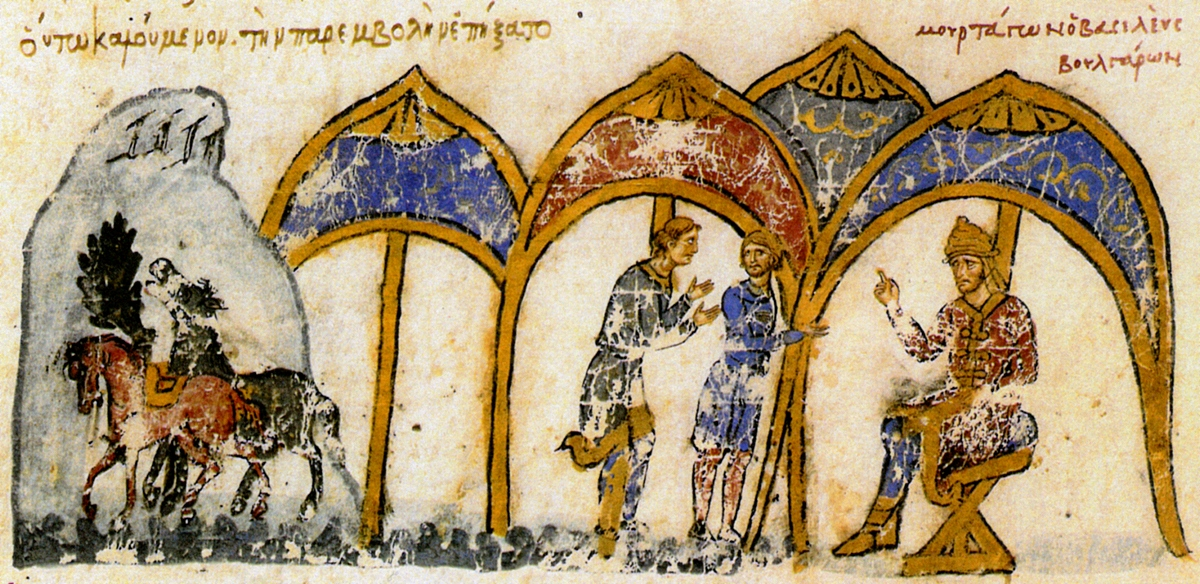
El gobernante búlgaro Omurtag envía una delegación al emperador bizantino.

Los registros bizantinos para las condiciones del tratado no se han conservado, pero los primeros dos de cuatro artículos del tratado sobreviven en la inscripción de Syuleymankyoy:
- 1.er artículo, determinar la frontera entre Bulgaria y Bizancio. Comenzó en Debelt cerca de la costa del Mar Negro y pasando a lo largo de la antigua trinchera de Erkesiya hasta el curso superior del río Choban Azmak, un afluente del Tundzha. De ahí llegaba desde el río Maritsa hasta el norte de Harmanli, cerca de la antigua ciudad de Constantia y continuaba hacia el oeste del actual pueblo de Uzundzhovo. Después la frontera continuaba hasta una montaña no identificada, probablemente una de las crestas de las montañas del Ródope oriental. Según la inscripción de Süleymanköy, la frontera fue ratificada a la montaña. La explicación de los historiadores es que la región de Filipopolis (Plovdiv) iba a ser trasladado a Bulgaria después de algunos años, mientras que las guarniciones bizantinas poco a poco se retiraron de la zona, hasta ese momento la frontera siguió la antigua frontera hasta Sredna Gora. Los búlgaros mantuvieron algunas fortalezas alrededor de Adrianópolis como una garantía para la cesión de Filipopolis, que fueron devueltos al Imperio bizantino después que el kan Malamir (831-836) tomara posesión de la ciudad. Con ese artículo la expansión de las fronteras búlgaras al sur fue reconocida oficialmente, aunque los búlgaros tuvieron que devolver algunas de las ciudades ocupadas, especialmente Adrianópolis.

- 2.º artículo, concerniente al intercambio de prisioneros de guerra entre los dos países. Los búlgaros accedieron a liberar a los bizantinos capturados durante la desastrosa campaña del emperador Nicéforo I en 811, así como la población capturada durante las incursiones posteriores de Krum. Los bizantinos tenían que liberar a los eslavos que habían sido capturados por León V, así como aquellos que habitaban las regiones fronterizas del Imperio bizantino alrededor de Strandzha y el Ródope, aunque algunos de ellos nunca habían sido sometidos a los kanes búlgaros. El artículo continuó con los detalles para el proceso de cambio. En particular, los bizantinos no sólo tuvieron que estar de acuerdo para el intercambio de hombre por hombre, sino también para dar dos cabezas de ganado por cada soldado bizantino liberado, con la condición de que sus soldados regresarían a sus hogares. De esta forma los búlgaros aseguraron la reducción de las guarniciones de la frontera bizantina.

## Consecuencias
Aunque el tratado fue favorable a Bulgaria, ella fue una bienvenida de respiro para los bizantinos, que tuvieron que reagrupar sus fuerzas tras las sucesivas derrotas, y que se enfrentaban a otra serie de agitación interna debido al resurgimiento de la iconoclastia. Bulgaria en el otro lado también enfrentó problemas religiosos, como el creciente número de cristianos: el kan comenzó las persecuciones contra los cristianos, en el que su hijo mayor Enravota también fue víctima. Los búlgaros también tuvieron que restaurar su economía después de los sangrientos conflictos de la primera década del siglo, mientras que su capital Pliska aún estaba en ruinas.
El tratado de paz fue reafirmado en 820, cuando el emperador Miguel II ascendió al trono bizantino. Omurtag y Miguel II además acordaron prestar ayuda entre sí en caso de peligro. Fiel a su palabra, en 823 Omurtag ayudó contra el asedio de Constantinopla por los rebeldes de Tomás el eslavo y derrotó a su ejército.